# Чемпионат Европы по футболу 2020 среди юношей до 17 лет
Чемпионат Европы по футболу 2020 среди юношей до 17 лет (англ. 2020 UEFA European Under-17 Championship) должен был стать 19-м розыгрыш чемпионата Европы по футболу среди юношей до 17 лет (и 38-м розыгрышем юношеского чемпионата Европы, включавшего турнир до 16 лет), который должен быть пройти в Эстонии с 21 мая по 6 июня 2020 года.
Планировалось, что турнире примут участие 16 сборных, игроки которых родились после 1 января 2003 года.
1 апреля 2020 года УЕФА объявил об отмене турнира в связи с пандемией COVID-19.

## Квалификация
В отборочном турнире должны были принять участие 54 из 55 национальных сборных (кроме Эстонии, хозяйки турнира, получившей автоматическую квалификацию), которые должны были сразиться за 15 мест в финальном турнире. Отборочный турнир состоит из двух частей: квалификационного раунда, который пройдёт осенью 2019 года, и элитного раунда, который состоится весной 2020 года.

## Расписание
На групповом этапе планировалось провести три тура в четырёх группах:
- Группа А — 21, 24, 27 мая
- Группа В — 22, 25, 28 мая
- Группа C — 21, 24, 27 мая
- Группа D — 22, 25, 28 мая

Четвертьфиналы — 31 мая:
- A1 — B2 (Ч1)
- B1 — A2 (Ч2)
- C1 — D2 (Ч3)
- D1 — C2 (Ч4)

Полуфиналы — 3 июня:
- Ч1 — Ч3
- Ч2 — Ч4

Финал — 6 июня.